# Comatapogonia conradti
Comatapogonia conradti är en skalbaggsart. Comatapogonia conradti ingår i släktet Comatapogonia och familjen Melolonthidae. Utöver nominatformen finns också underarten C. c. capillata.